# Ксанті (ном)

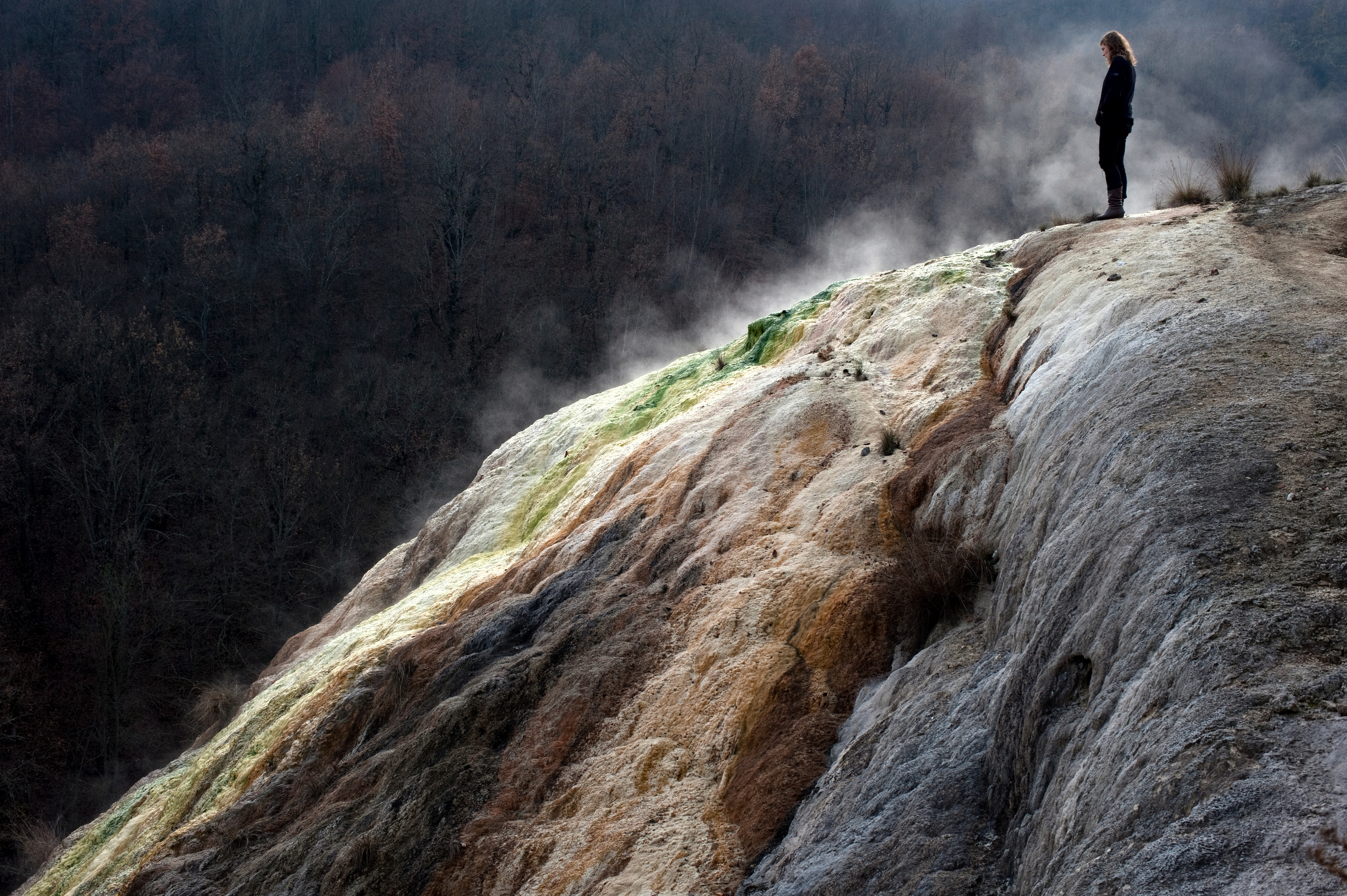
Гарячі мінеральні джерела в общині Терми.

Ксанті (грец. Ξάνθη) — ном в Греції, розташований в периферії Східна Македонія та Фракія. Столиця — Ксанті.

## Муніципалітети і комуни
| Муніципалітет | YPES код | Місцева влада (якщо відрізняється) | Поштовий код | Тел. код     |
| ------------- | -------- | ---------------------------------- | ------------ | ------------ |
| Абдера        | 3901     |                                    | 670 61       | 25410-5      |
| Мікі          | 3905     |                                    | 671 00       | 25410-2 до 7 |
| Ставруполі    | 3909     |                                    | 670 52       | 25420-2      |
| Топірос       | 3910     | Евллало                            | 672 00       | 25410-4      |
| Вістоніда     | 3902     | Генісеа                            | 670 64       | 25410-8      |
| Ксанті        | 3906     |                                    | 671 00       | 25410-2 до 7 |
| Комуна        | YPES код | Місцева влада (якщо відрізняється) | Поштовий код | Тел. код     |
| Котілі        | 3904     |                                    | 673 00       | 25540-2      |
| Сатрес        | 3907     |                                    | 673 00       | 25540-2      |
| Селеро        | 3908     |                                    | 671 00       | 25410-2      |
| Термес        | 3903     |                                    | 673 00       | 25540-2      |

| Греція | Це незавершена стаття з географії Греції. Ви можете допомогти проєкту, виправивши або дописавши її. |